# Delphi (kommun)
Delphi är en kommun i Grekland.   Den ligger i prefekturen Fokis och regionen Grekiska fastlandet, i den centrala delen av landet, 120 km nordväst om huvudstaden Aten. Antalet invånare är 26 992.